# 中國—摩爾多瓦關係
中國—摩爾多瓦關係（羅馬尼亞語：Relațiile dintre China și Moldova），是指歷史上的中國和摩爾多瓦（包括現在中華人民共和國與摩爾多瓦共和国）之間的雙邊關係。

## 歷史

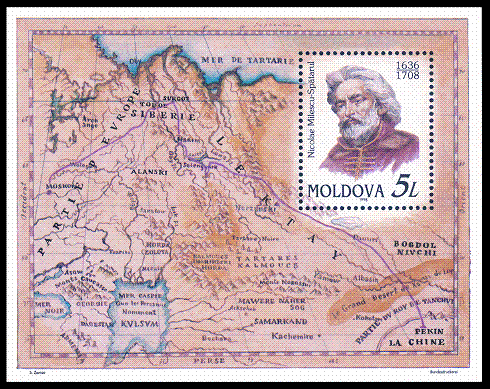
摩尔多瓦人尼古拉·米列斯库曾出使中国，圖為印有其肖像的郵票。

17世紀時，俄羅斯帝國沙皇派遣摩尔多瓦人尼古拉·米列斯库出使中国；他在1675年（康熙十四年）到達清朝京師北京，在中國逗留了數年。回國後，米列斯库撰寫了記述清朝的社会和文化的《中国漫记》，又寫了《旅经西伯利亚日志》和《出使中国奏疏》；米列斯库曾觀察中国皇帝的皇室象徵，在書中提到龍與風水之間的關係:459–460。
摩爾多瓦駐華大使阿纳托利·乌列基安的祖父在第二次世界大戰時加入苏联红军，其後被派到中国參與抗日戰爭，與日本軍隊作戰；當時，曾經有中國平民把一篮黄瓜送給阿纳托利的祖父及其同袍。
苏联解體後，中華人民共和國外交部部長钱其琛致电摩尔多瓦等前蘇聯加盟共和國的外长，承认這些国家独立，並表示願意與這些国家进行建交谈判；中華人民共和國外交官王藎卿於1992年1月中旬與摩尔多瓦、阿塞拜疆、亚美尼亚和格鲁吉亚派出的代表在俄羅斯莫斯科舉行建交谈判，其後在同月30日來到摩尔多瓦，與該國签訂建交公报。

## 經貿關係
- 中国大陸到摩尔多瓦的出口貿易[6]
- 摩尔多瓦到中国大陸的出口貿易[7]

根據經濟複雜性研究中心網站上的數據，中国大陸在2012年出口了逾4億美元到摩爾多瓦；當中，機械設備佔了出口額的1.7億美元，其他貨物包括紡織品、塑料、金屬製品等。摩爾多瓦在2000年至2003年間出口到中国大陸的貨物多是金屬（及其製品），但摩爾多瓦對華的出口額在2004年大幅下跌，曾一度沒有出口任何金屬（及其製品）到中国大陸；2016年後才明显回升，在2012年出口了0.23億美元到中国大陸，貨物主要是紡織品和食品，其中大部分的食品都是酒類產品。

## 文化關係
摩尔多瓦自由国际大学設有一所由該校與西北师范大学合办的孔子学院，冀能向摩尔多瓦人提供汉语教學；中華人民共和國駐摩爾多瓦大使佟明涛曾代表孔子学院向摩爾多瓦有關方面赠送汉语教材，供當地學校使用。2003年，中國大陸有10名獲發奖学金的摩爾多瓦留学生，摩爾多瓦的中國大陸留学生則有15人。

## 医疗援助
2021年4月27日，摩尔多瓦从中国获得了150,000支国药疫苗，以及向中国订购了10万支科兴疫苗，在该日抵达摩尔多瓦首都基希讷乌。

## 外部連結
- 中華人民共和國駐摩爾多瓦共和國大使館官方網站（简体中文）（英文）
  - 中華人民共和國駐摩爾多瓦共和國大使館經濟商務處官方網站（简体中文）
- 摩爾多瓦駐華大使館官方網站（简体中文）（英文）（罗马尼亚文）
- 摩尔多瓦关于两国关系的介绍（罗马尼亚文）